# 日照文庙

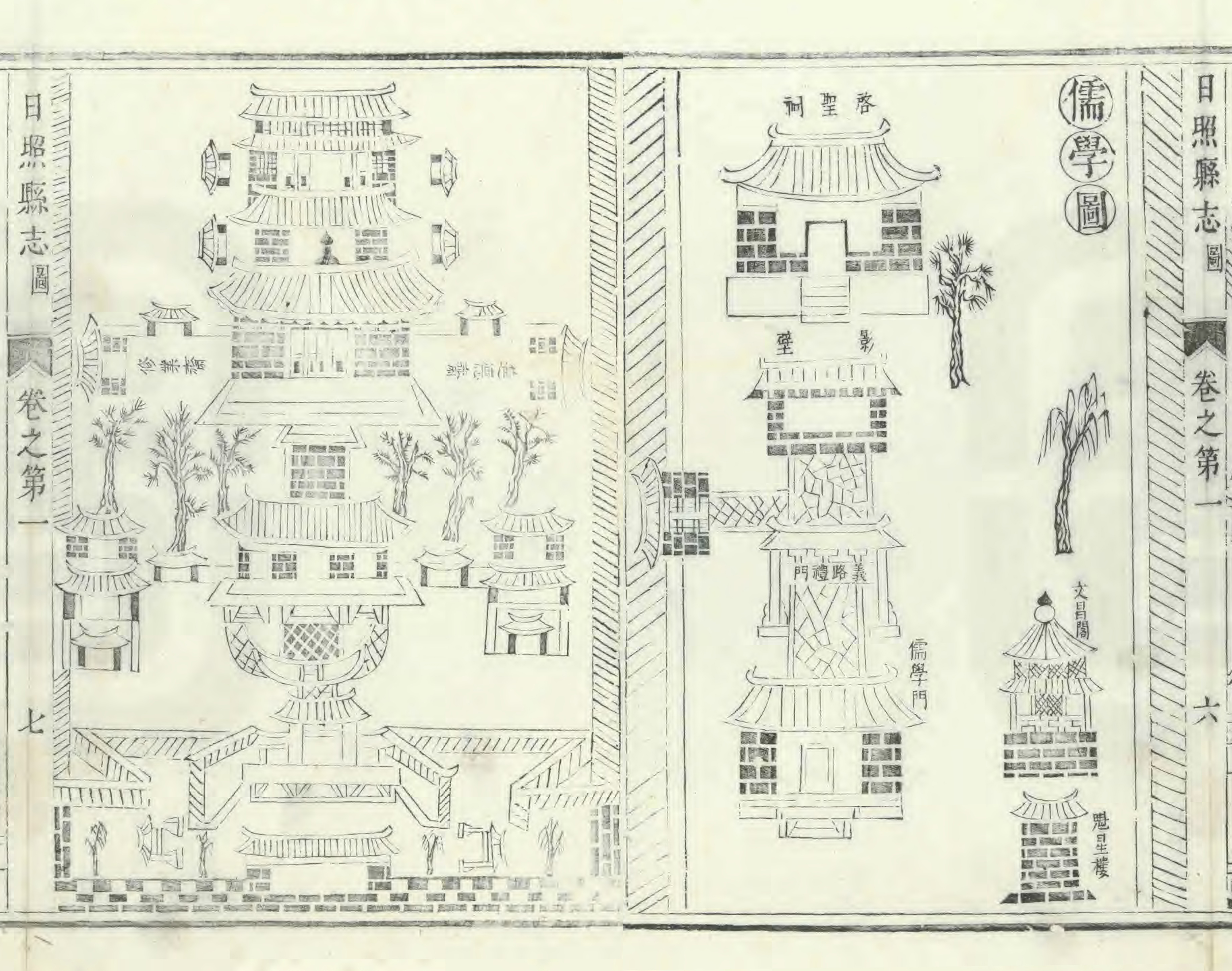
清康熙十一年（1672）《日照县志》儒学图。

日照文庙位于中国山东省日照市东港区日照街道，原建筑已不存，其址今为日照第一小学（城关一小）。
日照文庙由县尹仇敬始建于元至正十一年（1351），原在城内县署西南，明嘉靖三十六年（1557）知县张执中迁于东门外，即今址，历代多次修缮。1903年改建为日照县立高等小学堂。
文庙布局原前庙后学，其中轴线上依次为万仞宫墙、棂星门（门外东西建有石坊各一）、泮池泮桥（泮池又名偃月池）、戟门（东为名宦祠，西为乡贤祠，各一间）、大成殿五间（前有东西庑各四间）、明伦堂三间（前东西为进德斋、修业斋，光绪时已圮）和尊经阁三间。东侧设学门通往明伦堂，其东为文昌阁，文昌阁南又有奎星阁。尊经阁东为崇圣祠三间（原启圣祠），教谕署和训导署仍在城内（分别位于县署西南和南门内街东）。文庙置学田一顷二十亩，学额为廪生二十名，增生二十名，入学十五名。